# Unione di Aix

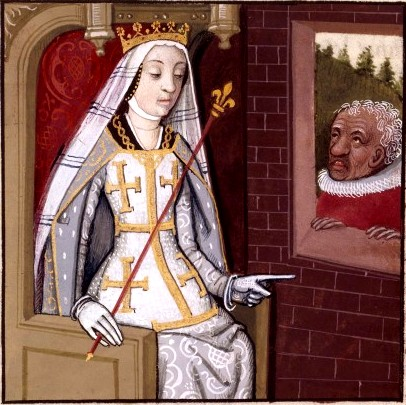
Giovanna I d'Angiò (1326-1382), regina di Napoli e contessa di Provenza. La sua improvvisa morte senza eredi diretti provocò la guerra di successione e la creazione dell'Unione di Aix.

L'Unione di Aix fu una confederazione di città provenzali creata nel 1382. Sostenne il partito di Carlo di Durazzo contro quello del capetingio Luigi I d'Angiò durante i disordini che seguirono la cattura e poi la morte di Giovanna I d'Angiò, regina di Napoli e contessa di Provenza. In seguito alle ambigue scelte di quest'ultimo, designando come successore della contea Luigi I d'Angiò, si scatenò una guerra civile in Provenza fino al riconoscimento del nuovo conte, Luigi II, figlio di Luigi I. La sconfitta dell'Unione di Aix stabilì definitivamente la seconda dinastia d'Angiò nella contea di Provenza (1387) e portò alla resa di Nizza ai Savoia (1388).

## Origini

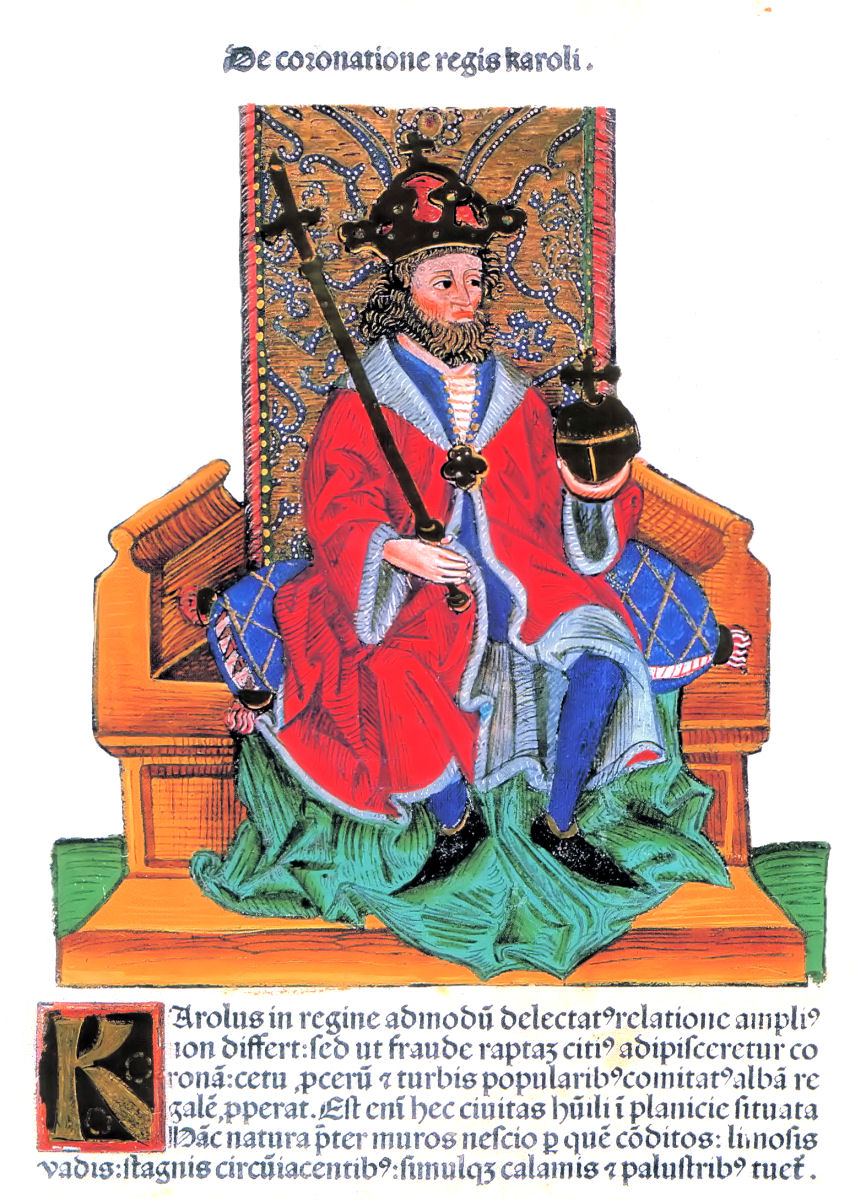
Carlo di Durazzo al trono come Carlo III di Napoli e Carlo II d'Ungheria (miniatura dal Chronicon Pictum, 1488).

Nel 1373 a Napoli la regina Giovanna, poiché senza figli, designò il suo lontano cugino Carlo di Durazzo come suo erede. Presto però iniziarono conflitti tra la regnante e l'erede designato, dovuti inizialmente al matrimonio della sovrana con il capitano Otto di Brunswick, avvenuto il 25 marzo del 1376 e in accordo con papa Gregorio XI, che irritò Carlo III mentre egli si stava avvicinando a Luigi d'Ungheria, nemico della regina Giovanna nonché lontano cugino sia della sovrana che di Carlo. Su consiglio del papa di Avignone Clemente VII allora, Giovanna si rivolse a Luigi, duca d'Angiò e secondogenito di Giovanni II re di Francia, che già nel 1367-1368 aveva avuto mire sulla Provenza.
In cambio dell'aiuto promesso dal giovane principe, Giovanna lo adottò il 29 giugno 1380 al posto di Carlo. L'adozione venne ratificata dal papa il 23 luglio. Tuttavia, questa informazione, che doveva rimanere segreta fino a quando il duca d'Angiò non avesse potuto aiutare militarmente la regina, circolò rapidamente arrivando così a Tarascona il 22 ottobre, compromettendo immediatamente il successo dell'alleanza.

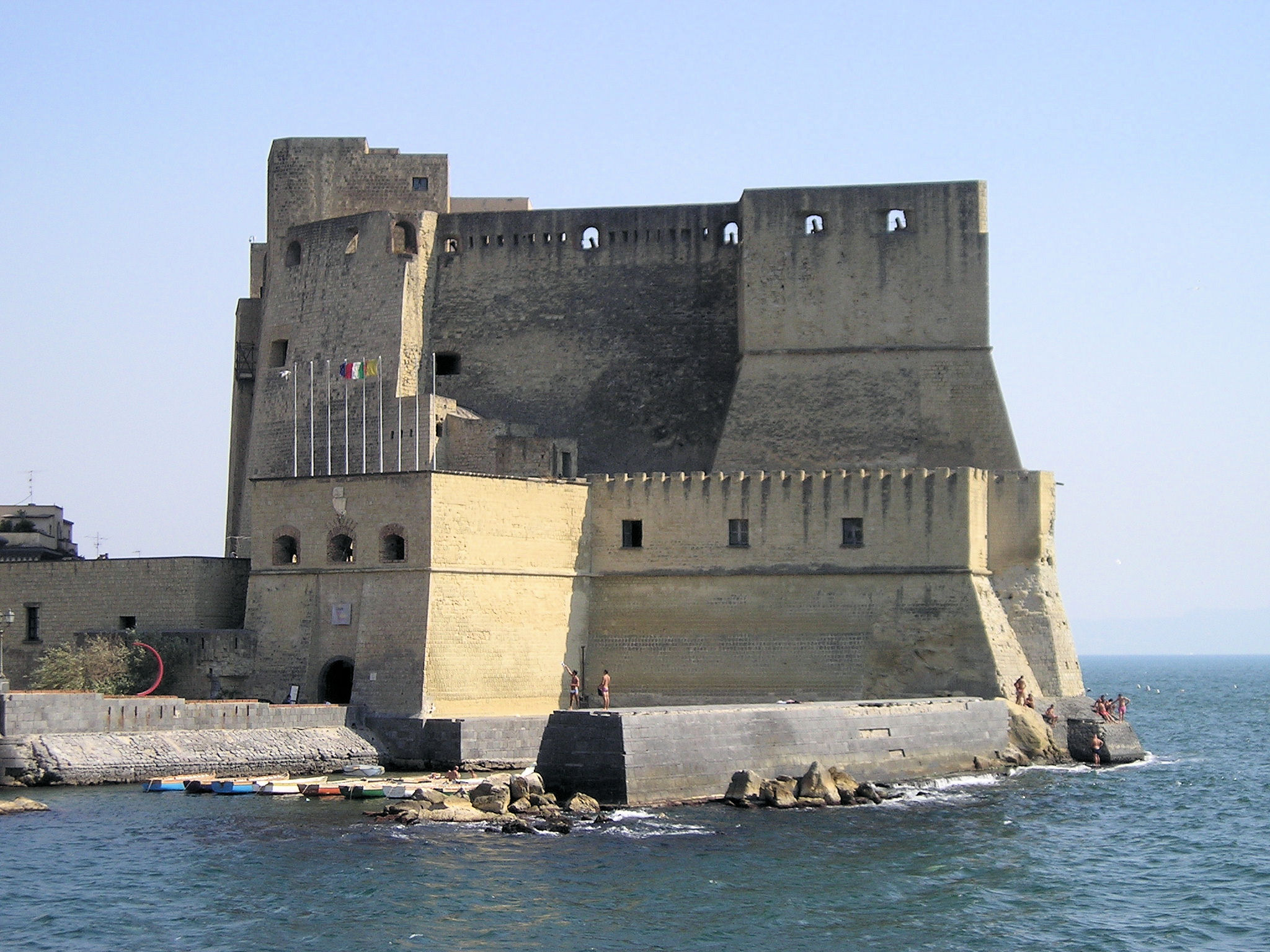
Castello dell'Ovo - Napoli.

In queste condizioni Carlo III non esitò e decise nel novembre 1380 di conquistare Napoli alla testa di un esercito composto in prevalenza da Ungheresi, fornito da Luigi I d'Ungheria. Quando raggiunse Roma l'11 novembre, la regina Giovanna valutò male l'entità del pericolo: non ricorse all'aiuto che le avrebbero potuto portare i suoi sudditi provenzali, e si accontentò di chiamare in suo soccorso Luigi d'Angiò verso giugno 1381. Ottone di Brunswick non riuscì ad impedire alle truppe di Carlo di varcare i confini del Regno di Napoli, e un mese dopo Carlo entra a Napoli assediando la regina a Castel Nuovo dove, privata dell'aiuto, fu costretta ad arrendersi.
Venne presa in custodia prima a Castel dell'Ovo il 2 settembre, poi trasferita a quello di Nocera.

### Nascita dell'Unione
Nel mese di settembre del 1381 le comunità della Provenza reagirono alla prigionia della regina Giovanna: la città di Marsiglia organizzò una spedizione di soccorso all'inizio di ottobre; pochi giorni dopo si unirono anche gli Stati Generali della Provenza. Infine, nel febbraio 1382, la comunità di Aix ospitò un incontro di rappresentanti delle città e dei villaggi provenzali, che crearono l'unione delle città contro i nemici della regina e della patria (union des villes contre les ennemis de la reine et de la patrie).  Nella massima ignoranza della sorte riservata alla regina Giovanna, gli Stati Generali decisero a maggio dello stesso anno di inviare un'ambasciata verso Napoli, ma che tornò a mani vuote. A luglio, riunitisi a Brignoles, ne inviarono una seconda, anch'essa senza successo. L'Unione di Aix allora si dichiara a favore di Carlo di Durazzo.
Il 22 febbraio 1382, Luigi d'Angiò si recò ad Avignone per ricevere il giuramento dei signori e delle città di Provenza; alla riunione degli Stati di Provenza in aprile, la nobiltà e parte del clero gli diedero il loro appoggio, ma l'Unione di Aix rifiutò. A questi conflitti politici si aggiunge un contesto religioso travagliato: il Grande Scisma della Chiesa Cattolica cristallizzò le opposizioni in Provenza, gli Angioini scelsero il papa di Avignone Clemente VII e i Durazzo quello di Roma Urbano VI.

### L'assassinio della Regina
Luigi I lasciò Avignone a capo di un potente esercito il 30 maggio del 1382 per salvare la regina imprigionata. Carlo di Durazzo fece trasferire la regina nel castello di Muro Lucano dove la fece assassinare, probabilmente per soffocamento nel tentativo che la zia fosse stata colta far da una morte naturale, attorno al 27 luglio del 1382. Il 31 luglio, il suo corpo arrivò a Napoli, dove venne esposto per una settimana presso la Basilica di Santa Chiara, in modo che tutti potessero constatare che la regina deposta fosse deceduta naturalmente. L'Ambasciata degli Stati Generali, giunta a Napoli a settembre, riportò la notizia in Provenza. L'Unione di Aix riconobbe quindi Carlo di Durazzo come legittimo erede di Giovanna d'Angiò per tutta la contea di Provenza.
Tuttavia questa notizia non venne accettata senza riluttanza: il registro delle deliberazioni del consiglio di Draguignan lo rilevava come fonte incerta. A Grasse, invece, l'annuncio della morte di Giovanna fu rifiutato e la città lasciò l'Unione. Questo rifiuto o riluttanza fu abbastanza diffuso a causa della sfiducia nei confronti delle notizie propagandate dall'Unione. Almeno nel 1383 e nel 1384, la maggior parte delle comunità non unioniste e molti nobili semplicemente non ci credevano. A Marsiglia ci volle la conferma del papa, che arrivò solo il 16 giugno 1385. In alcune comunità dell'arco alpino la credenza persistette fino al 1388.
L'8 marzo 1383, Luigi d'Angiò fece appello a tutti i popoli dei paesi dove regnava la regina Giovanna affinché prendessero le armi contro Aix-en-Provence, così come tutti coloro che facevano parte dell'Unione. Chi rispose all'appello lo fece soprattutto perché si pensava che Giovanna fosse ancora viva.
Il re di Francia, Carlo VI di Valois, intervenne il 18 maggio del 1383 quando Aimery de Maignac, vescovo di Parigi ed emissario del sovrano, annunciò davanti al consiglio comunale di Marsiglia che per far fronte alla presenza delle truppe di Baldassarre Spinola, il siniscalco di Carlo di Durazzo, ora Carlo III di Napoli, ordinò a Enguerrand d'Eudin, il siniscalco del re di Francia di Beaucaire, di entrare nella contea. Egli assediò brevemente Aix e chiese ai marsigliesi di aiutarli a scacciare i carlisti dalla Provenza. Il 24 giugno Marsiglia inviò 200 balestrieri a Enguerrand d'Eudin all'assedio di Saint-Cannat, poi a quello di Aix, dove il siniscalco francese decise di convocare una consulta tra le comunità provenzali. Ma dai primi caldi dell'estate una nuova epidemia di peste scoppiò in Provenza e costrinse la revoca dell'assedio nel settembre 1383.
L'8 marzo del 1384, Luigi d'Angiò, per lettera patente, fece trasferire la sede della Corte Reale a Marsiglia, che intanto aveva organizzato un blocco nel suo porto a scopi difensivi, a causa dell'infedeltà di Aix.

### La morte di Luigi I
Luigi d'Angiò morì il 21 settembre 1384 senza aver potuto riconquistare il regno di Napoli. Questo evento rafforzò la posizione dell'Unione, che persisteva nella sua opposizione a Luigi II d'Angiò, primogenito ed erede di Luigi I, e a Maria di Blois-Châtillon, madre e tutrice del giovane re.
Tuttavia, questa morte facilitò la situazione politica del partito angioino: molti provenzali avevano conservato il ricordo dell'invasione di Luigi I, e si erano rifiutati di sottomettersi a lui. Suo figlio, Luigi II, non aveva questi antecedenti.
Maria di Blois, accompagnata dal figlio Luigi II, si stabilì ad Avignone. Ricevette l'omaggio dei signori e dei rappresentanti di comunità tra il 7 e 8 giugno 1385 ad Apt. Promise a molti di questi rappresentanti sgravi fiscali e maggiore autonomia: la raccolta di adesioni iniziò alla fine dell'estate, incrementandosi durante l'inverno del 1385-1386. Così Arles, cauta, non si impegnò se non dopo diversi mesi di procrastinazione e decise solo di accogliere tra le sue mura Marie de Blois e Louis II, suo figlio.Il 7 dicembre 1385, durante un'assemblea generale di 300 capifamiglia di Arles davanti al palazzo del conte. Dopo aver negoziato le controparti e stabilito una nuova convenzione, Arles riconosce quindi quest'ultima come suo nuovo signore.

### La morte di Carlo di Durazzo e la fine dell'Unione
In seguito alla violenta morte di Carlo III in Ungheria, il 5 febbraio 1386 , l'Unione di Aix perse impercettibilmente la maggior parte delle sue forze. La stessa Aix iniziò i negoziati nella primavera del 1386, che si trascinarono a lungo. Come accadde con la notizia della morte della regina Giovanna, anche quella di Carlo ci impiegò più di un anno per raggiungere tutte le comunità. Sono documentati atti dall'inizio del 1387 passati a suo nome.
Nel 1387 i partigiani di Carlo ad Aix provocarono tumulti violentissimi, che furono duramente repressi ma non impedirono l'adesione della città al ramo angioino. Il re Luigi II, di dieci anni, fece il suo ingresso solenne il 21 ottobre. La Guerra dell'Unione di Aix si concluse così con la vittoria di Maria di Blois e stabilì definitivamente l'insediamento della Seconda Dinastia d'Angiò nella contea di Provenza. Questo successo ebbe una componente maggiormente diplomatica che militare, in quanto la vittoria angioina fu ottenuta più con accordi e concessioni che con l'uso delle armi.

## Epilogo
Inaspettatamente, la Provenza ad est del Var si trovò sola contro i sostenitori dell'Angiò, ormai numerosissimi grazie ai cospicui vantaggi generosamente distribuiti da questi ultimi. Ladislao di Durazzo, il giovane re di Napoli, era ancora minorenne e sotto la tutela della madre, la reggente Margherita di Durazzo.
All'inizio del 1388, di fronte alla minaccia degli Angioini e all'incapacità dei Durazzo di difenderli, i consiglieri e cittadini della Provenza orientale inviarono una delegazione a Ladislao per chiedere aiuto. Alla risposta del giovane sovrano sull'impossibilità di aiutarli, si permise ai nizzardi di darsi al signore che essi volessero eleggere a patto che non fosse un avversario dei Durazzo. I consiglieri comunali scelsero il conte di Savoia Amedeo VII, che partì subito per Nizza, cogliendo l'occasione così di aprire il suo stato montano ad uno sbocco nel Mediterraneo. Arrivò all'Abbazia di Saint-Pons, alle porte di Nizza, il 27 settembre 1388. II 28 settembre venne stipulato davanti a un notaio il patto in base al quale il conte di Savoia si impegna a governare e proteggere Nizza. Questo documento finalizza la dedizione di Nizza ai Savoia.
Il regno della seconda casa d'Angiò sulla Provenza fu molto rivolto verso la Francia: Luigi III d'Angiò abbandonò i piani di conquista in Italia e partì per combattere gli inglesi al fianco del re di Francia nel 1426, divenendo uno dei compagni di Giovanna d'Arco.